# Colotois alba
Colotois alba là một loài bướm đêm trong họ Geometridae.